# Hermann Landwehr

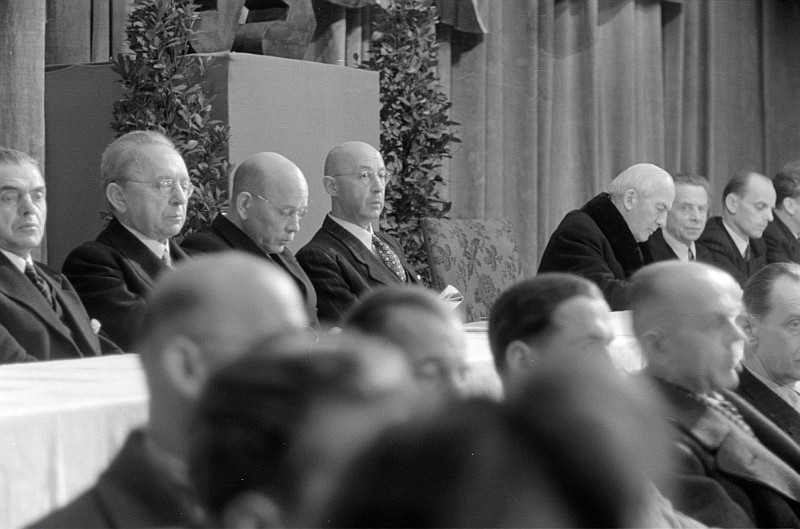
Hermann Landwehr (zweiter von links) 1945 im Berliner Magistrat Werner

Hermann Landwehr (* 21. Juni 1884 in Nürnberg; † 23. Januar 1955 in Ost-Berlin) war ein deutscher Jurist und Ministerialbeamter, Widerstandskämpfer gegen den Nationalsozialismus im Umkreis von Carl Goerdeler, Stadtrat in Berlin und Vizepräsident der Deutschen Notenbank.

## Leben
Landwehr studierte nach Erlangung seiner Hochschulreife ab 1904 Rechtswissenschaften in Erlangen, Berlin und Leipzig. 1913 wurde er zum Dr. jur. promoviert. Danach wurde er als Ministerialbeamter bei den Behörden des Deutschen Reiches tätig, zunächst bei der Reichsversicherungsanstalt für Angestellte in Berlin-Wilmersdorf. Ab 1920 war er im Reichswirtschaftsministerium (RWM) tätig, wo er bis zum Ministerialdirektor befördert wurde. Im RWM leitete er zunächst die Abteilung VI Devisen sowie die Reichsstelle für Devisenbewirtschaftung bis zu deren Auflösung. Ab 1936 gehörte er der Devisenzuteilungskommission an. Später wurde er noch Reichskommissar für die Aus- und Einfuhrbewilligung. Zuletzt leitete er im Rang eines Ministerialdirigenten die Abteilung Devisenwirtschaft.
Seine Kritik an der Politik des NS-Regimes brachte ihn in Kontakt mit Carl Goerdeler, dessen Freundschaft er gewann. Als dieser nach dem Attentat vom 20. Juli 1944 seine Verhaftung befürchten musste, nahm ihn Landwehr kurzzeitig auf. Im August 1944 wurde Landwehr durch die Gestapo verhaftet. Im Januar 1945 wurde er zu einer sechsjährigen Zuchthausstrafe verurteilt und in das Zuchthaus Brandenburg-Görden überstellt.

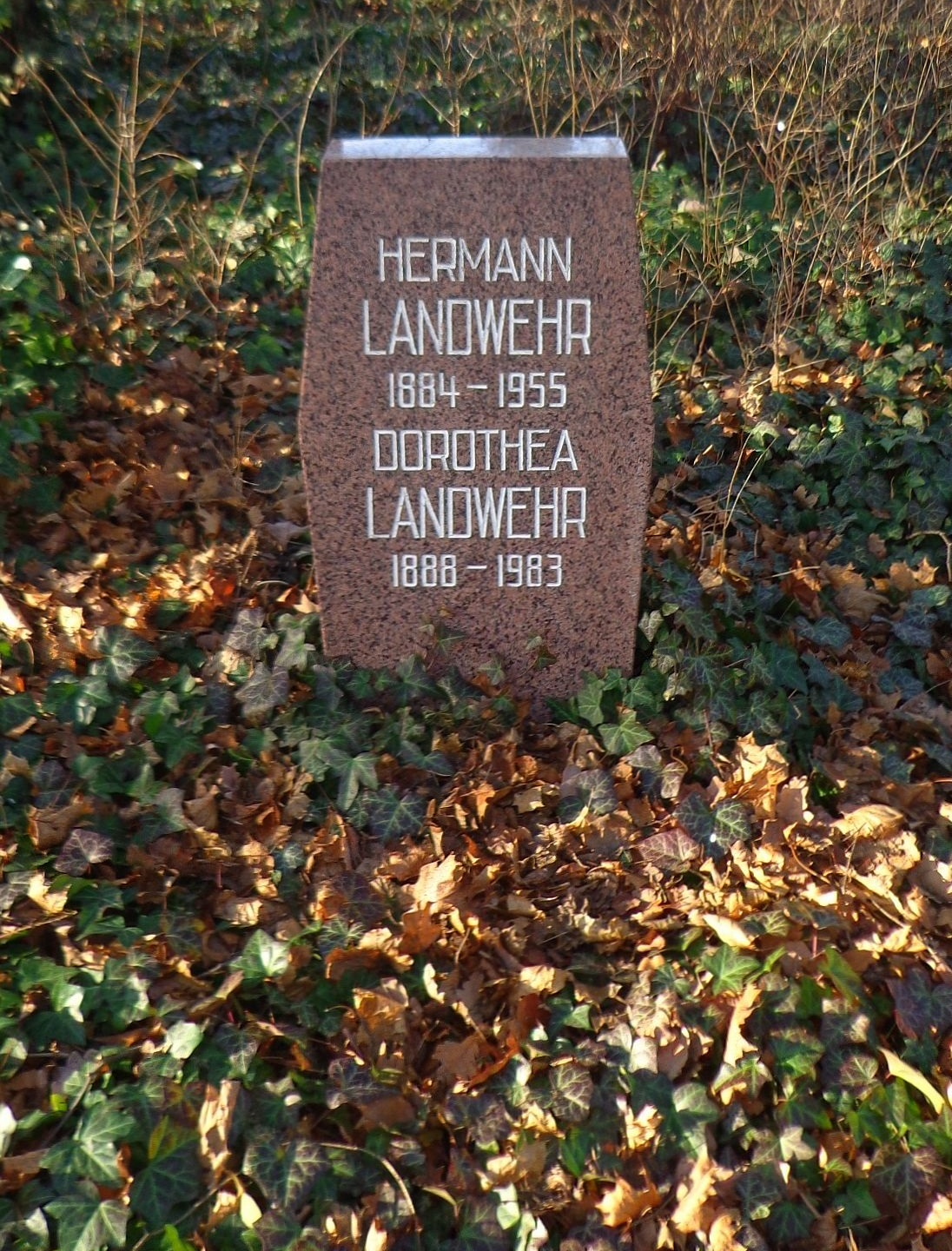
Grabstätte

Als die NS-Herrschaft beseitigt war, wurde er im Mai 1945 aus dem Zuchthaus befreit. Er wurde noch im Mai 1945 in den Magistrat von Berlin berufen und war dort bis 1947 Leiter der Wirtschaftsabteilung. 1945 wurde er Mitglied im Hauptausschuss der Opfer des Faschismus und war von 1946 bis 1947 Vorsitzender des Vorbereitenden Ausschusses der VVN Berlin. Später war Landwehr Vizepräsident der Deutschen Notenbank.
Nach seinem Tod wurde er auf der Gräberanlage Pergolenweg des Zentralfriedhofs von Berlin-Friedrichsfelde bestattet.

## Veröffentlichung
- Anspruch, Klage, Urteil und Zwangsvollstreckung auf Rechtsverschaffung, Würzburg, 1913